# زاوية الاستقطاب

رسم توضيحي لظاهرة استقطاب الضوء

زاوية الاستقطاب أو تعرف باسم زاوية بروستر (بالإنجليزية: Brewster's angle)‏ هي ظاهرة بصرية سميت على اسم العالم الفيزيائي السكوتلندي دايفيد بروستر (1781 – 1868) (بالإنجليزية: David Brewster)‏.

## الإستقطاب الضوئي
الضوء عادة غير مستقطب (بمعنى أن موجاته الكهرومغناطيسية تنتشر في كل مكان عشوائيا) و يكون الضوء غير المستقطب أضعف من الضوء المستقطب ،كضوء الليزر الذي يتم تركيزه في مجال معين من الطول الموجي والتردد.
عندما يمر الضوء بين وسطين لهما معامل الانعكاس مختلف، بشكل عام ينعكس جزء من الضوء عند الحدود بين المادتين وينكسر الجزء الآخر والاستقطاب يكون جزئيا. ولكن عند زاوية ميلان محددة للشعاع الضوئي، فإن الجزء المنعكس من الضوء يكون مستقطباً استقطابا خطياً، و هذا هو الجزء العمودي على مستوى السقوط، وهذه الزاوية هي ما يطلق عليها اسم زاوية الاستقطاب.

## قانون بروستر
زاوية السقوط {\displaystyle \theta _{B}} التي عندها يكون الضوء المنعكس مستقطب استقطابا خطياًَ عمودياً، عند انعكاسه من الحاجز الذي بفصل المادتين (الماء والهواء مثلاً) و التي تسمى (brewster angle) يمكن حسابها باستخدام قانون الانكسار و بمراعاة ان الضوء الساقط يهيج إلكترونات المادة الساقط عليها ويكون لها أقطابا (dipoles) موجبة وسالبة، وتكون حركتها (تهيجها) بنفس اتجاه الإستقطاب للضوء، فإذا كان الضوء المنعكس خطيا عموديا فإن الأقطاب المتولدة تكون أيضاً عمودية (الصورة: brewster angle).
نقترح أن الشعاع الضوئي قادم من الهواء الذي له معامل انكسار (n1=1) تقريباً ويسقط على مادة معامل انكسارها أكثر من 1 (كما هو الحال عند سقوط أشعة الشمس على مياه البحر (نقترح n2=2))، فإن قانون الانكسار يعطي التالي:
{\displaystyle n_{1}\sin \left(\theta _{1}\right)=n_{2}\sin \left(\theta _{2}\right)}

زاوية بروستر تبين المثال عند سقوط شعاع على حاجز بين مادتين لهما معامل انكسار (n) مختلف كالشعاع الساقط من الهواء على الماء

عند زاوية بروستر فإن الجزء المنكسر من الشعاع الساقط يكون عموديا على الجزء المنعكس:
{\displaystyle \theta _{1}=\theta _{\mathrm {B} }}
{\displaystyle \theta _{2}=90^{\circ }-\theta _{\mathrm {B} }}
باستخدام قانون الانكسار ينتج:
{\displaystyle \theta _{1}} تساوي {\displaystyle \theta _{\mathrm {a} }}
{\displaystyle n_{1}\sin \left(\theta _{\mathrm {B} }\right)=n_{2}\sin \left(90^{\circ }-\theta _{\mathrm {B} }\right)=n_{2}\cos \left(\theta _{\mathrm {B} }\right)}
{\displaystyle \theta _{\mathrm {B} }=\arctan \left({\frac {n_{2}}{n_{1}}}\right)}
(قانون بروستر).

## مثال عملي
بما أن الشعاع المستقطب (بأثر الانكسار أو الانعكاس) أقوى من الشعاع عير المستقطب، فإنه يلاحظ ويُرى بدرجة أكبر بكثير من الشعاع غير المستقطب. فعند غروب الشمس على مياه البحر بزاوية بروستر (بين الشعاع الساقط من الشمس والعمود الرئسي على الحاجز هواء-ماء) فإننا نرى الجزء المستقطب والمنعكس إلى أبصارنا بسبب لمعانه أكثر من الضوء غير المستقطب وهذا ما يفسر أنك تكاد لا ترى ما حول شيء مستقطب لامع ولهذا نرى في مثالنا هذا انعكاس الأشعة القوي على الأمواج ولا نكاد نرى الأمواج ذاتها.